# Гедеон (Сломинский)
Архимандрит Гедеон (Сломинский или Слонимский; ок. 1715 — 25 сентября 1772, Межигорский монастырь, Киевская губерния) — архимандрит Киевского Межигорского монастыря, ректор Московской духовной академии, библеист, литургист.

## Биография
Сын священника местечка Жолви, «польской нации», обучался в Киевской духовной Академии.
Пострижен в монашество 24 марта 1744 года на 29-м году жизни в Киевском Михайловском монастыре.
В сане иеромонаха занимал в Киевской академии с 20 августа 1744 года кафедру пиитики, а в 1746 году — философии. Плодом его профессорских трудов является рукописный «Cursus philosophiae de rerum divinarum et humanarum cognitionem contendentibus in Academia Mohylo-Zaborowsciana institutus nec non doctis celeberrimorum auctorum commentationibus, quoad fieri potuit, tritus».
В 1747 году Синод вызвал в Санкт-Петербург для занятий исправлением славянской Библии Гедеона вместе с учителем «священной богословии» той же Академии, иеромонахом Варлаамом Лящевским, как «человек достойных и греческому диалекту совершенно достаточных». Почин делу исправления славянской Библии был положен указом Петра І от 14 ноября 1712 года, но в течение более чем 30 лет дело не было приведено к концу. «Приснопамятные иеромонахи, — говорить проф. Елеонский, — не с радостью, а со страхом встретили призыв высшего духовного начальства». Гонцы «денно и нощно» гнали лошадей, торопясь доставить Киевскому митрополиту то «дупликат», то «трипликат» указа об этом деле, которое Синод признавал «нужнейшим», а учёные монахи всё отговаривались своими немощами. Гедеон, опираясь на свидетельство сослуживцев и Печерского доктора, утверждал, что он страдает «трясавицей, от которой и ноги спухли, почему и в школу с великим бедствием и то только в такие дни, в которые пароксизмы не бывают, едва ходить может». Он добился отсрочки для излечения и прибыл в Санкт-Петербург только в конце 1747 года, на несколько месяцев позже Варлаама.
Указ 1712 года поставил целью исправления славянской Библии «согласить её во всем с греческою 70 толковников». Ту же цель преследовали и позднейшие исправители славянской Библии, и в том смысле была дана Синодом 14 августа 1747 года инструкция Лящевскому и Сломинскому. Они должны были «снесть с печатными разных греческих кодексов Библиями» славянскую Библию, «правленную» учрежденной при Петре I комиссией Феофилакта Лопатинского. Все «перемены в разуме» и вообще «места темные или совсем несогласные с греческими кодексами» исправители должны были «предлагать к рассуждению Св. Синода, с предложением надлежащего своего, как чему быть должно, основательного мнения». Для «библейного чтения» в Синоде был назначен особый день — середа. В видах контроля исправителям было предписано «весть журнальную запись по дням» своим работам.
Побуждаемые указами императрицы об окончании дела «без дальнейшего времени продолжения», Варлаам и Гедеон в 3½ года довели до конца исправление славянской Библии, и 22 мая 1751 года под переписанной набело последней книгой Маккавейской была сделана приписка: «окончена мая 22 дня 1751 года, пополудни во 2 часу в 20 минут. Слава Тебе, Господи, слава Тебе. Аминь». Но вследствие желания императрицы печатать Библию «без всякого отлагательства», печатание Библии, «сколько её исправлено и к печати приготовлено» было, началось с июля 1750 года в специальной типографии, устроенной в Петербурге, на двух станах, выписанных из Московской типографии. Кроме корректурных работ, оба исправителя составляли проект «кунштов», то есть виньеток, к тексту. В апреле 1752 года печатание Библии было закончено, и книга так быстро разошлась, что Московская типография тогда же приступила к печатанию второго издания.
Гедеону, поселенному в Московском Греческом монастыре, было поручено пересмотреть напечатанную Библию, и в 1754 году он представил свои замечания о типографских погрешностях и речениях, неправильных и непонятных. Труд Варлаама и Гедеона сводился к тому, что они: 1) «привели главы и стихи в тот состав и порядок, который находится в лучших списках греческого текста, преимущественно в Александрийском», 2) недостающие стихи перевели с греческого, 3) заменили устаревшие выражения новыми, 4) тёмный текст пояснили более верным переводом, 5) исправили библейские генеалогии и хронологию, 6) выпустили парентезы, не принадлежавшие к священному тексту. Задача их была расширена тем, что они исправили текст Псалтири, оставленной ранее без исправления, и пересмотрели Новый Завет, сделав, впрочем, незначительные изменения в его тексте. По мнению проф. Елеонского, Варлаам и Гедеон, «призванные после многих других в единонадесятом часу, оказались теми успешными тружениками, которые с Божией помощью привели к благополучному концу продолжавшееся почти четыре десятилетия дело исправления славянской Библии и показали в полной мере не только своё усердие и исполнительность, но и богатство своих дарований, большой запас сведений и отчасти опытность в решении трудных библейских вопросов».
Но в то же время Варлаам и Гедеон, имевшие под руками сравнительно небольшое число греческих кодексов и отводившие еврейскому тексту второстепенное значение перед греческим, не могли представить труд, свободный от важных недостатков. Проф. Елеонский видит в труде Елизаветинских исправителей «несовершенство, настолько важное, что служит немалым препятствием к животворному действию Божия Слова на душу православного русского человека». «Большую или меньшую неясность этого перевода, чувствует всякий, кто внимательно читает славянскую Библию». Ко времени окончания работ по исправлению Библии для Гедеона нашлось новое ответственное поручение. Ещё в 1746 году Елизавета, заинтересовавшись крестными ходами при освящении храмов, указала Синоду «удовольствовать в православии находящихся для надлежащего знания особливыми с изъяснением пристойными и в печати изданными книгами о таковых и прочих тому подобных всех чиновных обрядах». Архимандрит Вениамин Григорович, которому было поручено это дело, успел составить только объяснение литургии. В январе 1753 года Елизавета опять вспомнила о книге о «чиновных обрядах», и Синод, поручил это дело Гедеону, который 16 марта 1753 году объявил, что он «требуемое известие сочинить может». Гедеону было предписано работать «с надлежащей и порядочной исправностью и достоверием, в какой возможно скорости», и ему было «чинёно довольное наставление, каким образом должно то известие сочинять».
20 марта 1754 года именной указ Синоду повелел Гедеону быть в Троицкой лавре «над семинарией, обретающейся в оной лавре ректором и школ богословия учителем и в оной лавре первым соборным (иеромонахом)» с прежним окладом по 300 рублей в год.
В 1758 году он был назначен ректором Московской Академии и архимандритом Заиконоспасского монастыря, «яко по довольно употребленном при библейном исправлении и ныне в Троицкой семинарии продолжаемом довольном труде к ректорской должности достаточной». Синод не один раз делал Гедеону подтверждения о представлении «без укоснения» книги об обрядах. 10 мая 1760 года Гедеон донёс, что им сочинены следующие пять частей: предисловие, о храмах, об освящении храмов, о таинствах и о молитвах утренних, обедних и вечерних. В ответ на требование прислать готовое, Гедеон 17 января 1761 года донёс, что «сочиненные им пять частей приуготовляются для представления Св. Синоду», подчеркивая, что «преподавание богословия много времени занимает».
Как бы в ответ на это, Гедеон, без того уже повредивший себе тем, что постригал без указов и принимал в монастырь «пришлых бродячих чернецов», в августе 1761 году был переведён в Черниговский Елецкий монастырь. Это «нечаянное в отдаленные места производство» сильно обидело Гедеона. В формальном доношении Синоду он отказался ехать в Чернигов, ссылаясь главным образом на то, что «велика деградация», то есть перевод из ставропигиального монастыря в епархиальный.
Хотя Синод счёл «отзыв» Гедеона «не инако как за дерзновенный», однако перевел его в ставропигиальный по имени, но не представлявший особых выгод захолустный Дорогобужский Бизюков монастырь. Гедеон не поехал в Дорогобуж, а выпросил себе увольнение на покой в Донской монастырь с тем же окладом в 300 руб., но не ужился и там и стал проситься в Тверь к епископу Афанасию.
Но Синод не лишил Гедеона своей милости и 1 марта 1762 года «судил его быти достойно» викарием Киевской митрополии и назначил настоятелем Киевского Пустынно-Николаевского монастыря.
Киевский митрополит Арсений (Могилянский), приискивавший себе викария из иностранных восточных архиереев, который бы, помогая в совершении богослужения, не вмешивался в епархиальные дела, не был склонен принять Гедеона и тянул дело. Гедеон также не хотел ехать к митрополиту в качестве навязанного помощника и жил в Москве до лета 1764 года, когда по настоянию Синода выехал наконец в Киев.
Митрополит назначил Гедеона первым членом консистории, но дело об архиерействе Сломинского так и не получило движения. В 1768 года Гедеон был переведён в Киевский Межигорский монастырь.
Давно уже умерла Елизавета, нетерпеливо желавшая издания книги о «чиновных обрядах», а Синод все вел с Гедеоном переписку об этой книге. Гедеон отписывался, пуская в ход всевозможные отговорки, пока 22 июля 1772 года Синод «в рассуждении слабости здоровья» Межигорского архимандрита не уволил его от этой работы, предписав сдать Киевскому митрополиту пресловутые «сочиненные пять частей», материал и казенные книги.
25 сентября 1772 года Гедеон умер. Митрополит Киевский Гавриил долго разыскивал сочинение Гедеона, но все стоявшие близко к архимандриту люди показали, что «никаких письменных сочинений архимандрита не видывали» и вообще не видали, «чтоб архимандрит писал, кроме того что подписывал, если что случалось по монастырскому делу».